# Pompeu Fabra
Pompeu Fabra i Poch (phát âm tiếng Catalunya: [pumˈpɛw ˈfaβɾə]), sinh tại Barcelona, 20 tháng 1868 - mất tại Prada de Conflent, 25 tháng 12 năm 1948), là một kỹ sư và nhà ngôn ngữ học của Catalunya. Ông là người đã góp công sức chính để cải cách ngôn ngữ Catalan.

## Cuộc đời
Pompeu Fabra sinh năm 1868 tại Gràcia, lúc bấy giờ vẫn chưa được sáp nhập vào Barcelona. Ông là con út trong một gia đình 12 con, cha ông là Josep Fabra i Roca và mẹ ông là Carolina Poch i Martí. Khi ông lên 8, cả gia đình ông dọn đến sống tại Barcelona.
Từ khi còn rất nhỏ tuổi, Fabra dành phần lớn thời gian của mình để nghiên cứu ngôn ngữ Catalan. Theo tập san và nhà xuất bản L'Avenç, ông đã tham gia vào chiến dịch Cải cách chính tả ngôn ngữ Catalan vào khoảng giữa năm 1890 và 1892. Ông đã cho xuất bản vào năm 1904 quyển "Tractat d'ortografia catalana" (Hiệp ước chính tả ngôn ngữ Catalan) cùng với Jaume Massó i Torrent, nhà văn - nhà xuất bản, và Joaquim Angeles i Carbó, nhà văn và luật sư nổi tiếng lúc bây giờ.
Tuy bản thân vô cùng yêu thích ngôn ngữ học, Fabra lại chọn học ngành kỹ sư công nghiệp tại Barcelona và vào năm 1902 đã ngồi vào ghế giáo sư hoá học tại Trường Kỹ sư Bilbao. Trong suốt quá trình giảng dạy tại Bilbao, ông tham gia tích cực vào Hội nghị Quốc tế thứ nhất về Ngôn ngữ Catalan (First International Congress of the Catalan Language) được tổ chức vào năm 1906. Sự kiện này đã tạo nên tên tuổi và tiếng tăm không nhỏ cho ông trong lĩnh vực Ngôn ngữ học tiếng Catalan. Đến năm 1911, ông quay về Barcelona để giữ chức giáo sư (catedràtic/catedrático) giảng dạy ngôn ngữ Catalan - vị trí được chính phủ lâm thời (diputació/diputación) của Barcelona lập ra - và ông cũng là thành viên của Khoa Ngữ văn của Học viện nghiên cứu ngôn ngữ Catalan được thành lập cách đó không lâu, và sau này ông cũng trở thành Hiệu trưởng của Học viện này. Năm 1912, ông đã xuất bản quyển "Gramática de la lengua catalana" (Ngữ pháp tiếng Catalan) bằng tiếng Tây Ban Nha.
Học viện này cũng đã xuất bản quyển "Normes ortogràfiques" (Quy tắc chính tả, tiếng Catalan) vào năm 1913, sau đó là quyển "Diccionari ortogràfic" (Tử điển chính tả, tiếng Catalan) năm 1917, và bản chính thức của quyển "Gramática catalana" (Ngữ pháp tiếng Catalan) măm 1918. Cùng năm 1918, Fabra cũng biên tập lại quyển giáo trình "Curs mitjà de gramàtica catalana" (Khoá học trung cấp về ngữ pháp tiếng Catalan) được l'Associació Protectora de l'Ensenyança Catalana xuất bản. Tác phẩm "Converses filològiques" (Đối thoại ngữ văn, tiếng Catalan) được xuất bản lần đầu trên báo "La Publicitat" và sau đó được tập hợp lại thành quyển "Popular Barcino". Tác phẩm nổi tiếng nhất của ông có lẽ là "Diccionari General de la Llengua Catalana" (Từ điển tổng hợp tiếng Catalan) xuất bản năm 1932. Về sau bản in đầu tiên của quyển này trở thành tử điển chính thức của Học viện.
Năm 1932, nhờ vào uy tín của mình trong lĩnh vực khoa học, ông đã được mọi người nhất trí bổ nhiệm làm Giáo sư (catedràtic) của trường Universitat Autònoma de Barcelona của Đảng Cộng hoà (để phân biệt với trường Universitat Autònoma de Barcelona được thành lập vào thập niên 60 dưới thời Franco). Năm tiếp theo, ông được bổ nhiệm tiếp làm Chủ tịch của Hội đồng quản lý của trường sở tại. Chính vì sự thể này mà về sau, năm 1934, ông bị bỏ tù trong "những sự kiện ngày 6 tháng 10) khi hàng đoàn phân đội của "Đệ nhị Cộng Hoà Tây Ban Nha" (Second Spanish Republic) đàn áp hoàn toàn cuộc nổi dậy do Lluis Companys dẫn đầu.
Fabra sau này được phục chức tại khoa sau cuộc bầu cử vào tháng 2 năm 1936, tuy nhiên cuộc Nội chiến Tây Ban Nha lại xảy ra ngay tháng 7 cùng năm, cho nên ông đành phải rời bỏ quê nhà khi Barcelona đang bị quân đội của Franco chiếm. Vào khoảng năm 1939 ông sống lưu vong tại Pháp và phải trải qua rất nhiều khó khăn gian khổ tại nước này. Ông lúc ấy sống tại Paris và Montpellier, và tại đây ông làm chủ toạ cho cuộc thi văn chương "Jocs Florals" vào năm 1946. Cuối cùng, ông chuyển đến sống tại Prada de Conflent trong khu vực nói tiếng Catalan của Pháp. Chính nơi đây ông đã trút hơi thở cuối cùng vào ngày 25 tháng 12 năm 1948. Trong khoảng thời gian sống lưu vong của mình, ông đã lập di chúc ở Andorra để sau này mọi thứ trong di chúc sẽ được thực hiện tại 1 nước nói tiếng Catalan như ngôn ngữ chính thức. 

## Di sản
Mỗi năm, mộ phần của ông tại Tu viện Cuixà gần Prada đều được rất nhiều cư dân Catalunya thăm viếng.
Đại học Pompeu Fabra tại Barcelona chính là mang tên ông.

## Sách

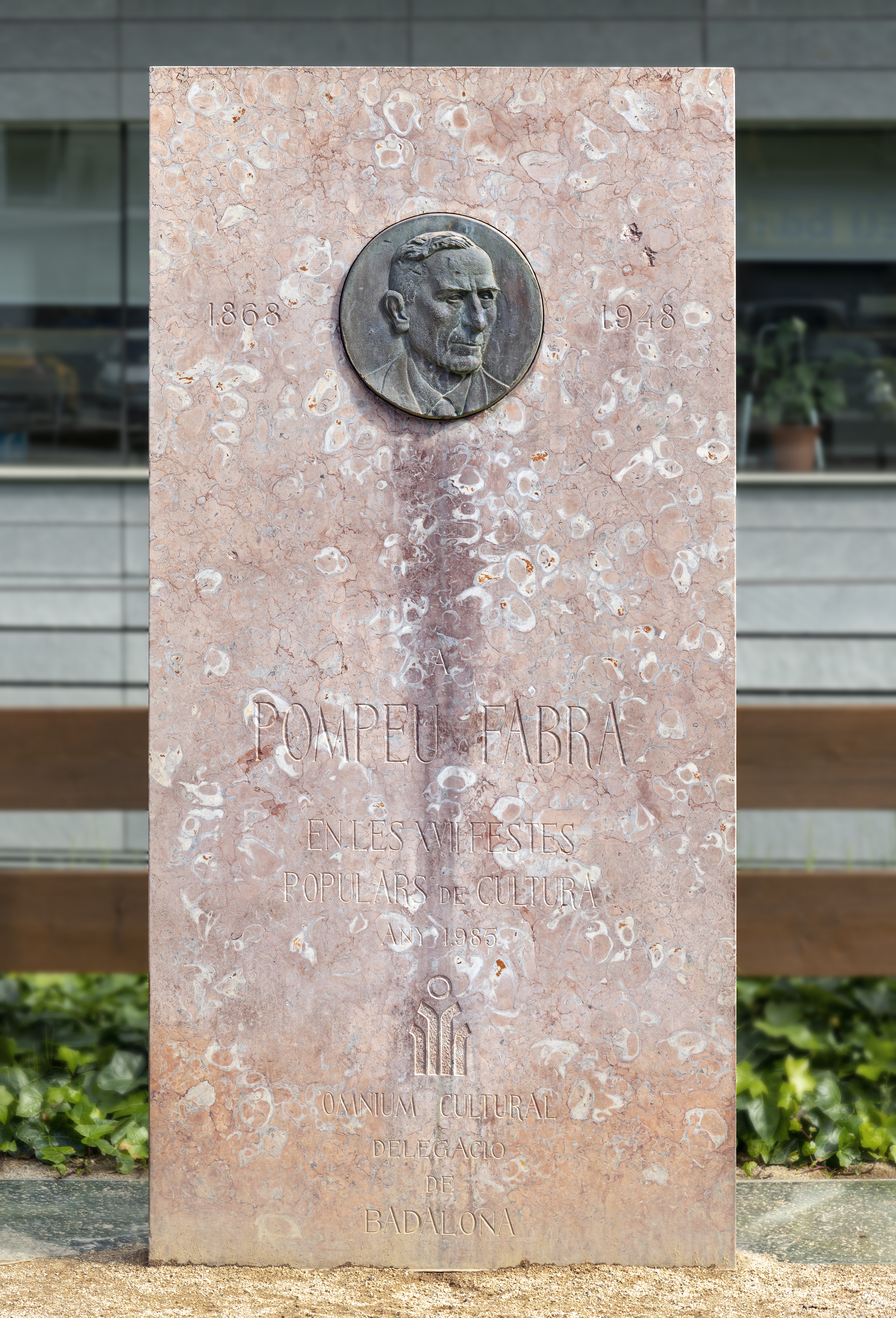
Đài tưởng niệm Pompeu Watching tại Badalona.

- Tractat de ortografia catalana (năm 1904)
- Qüestions de gramàtica catalana (năm 1911)
- La coordinació i la subordinació en els documents de la cancilleria catalana durant el segle XIV  (năm 1926)
- Diccionari ortogràfic abreujat (năm 1926)
- Chia động từ tiếng Catalan (năm 1927)
- Từ điển chính tả: precedit d'una exposició de l'ortografia catalana (năm 1931)
- Tiếng Catalan trong văn học (năm 1932)

## Bên ngoài đường dẫn
- Bản mẫu:Cite GREC
- Biographical notice by Josef Pla (bằng tiếng Catalan)